# Ziona
Pour l’article homonyme, voir Ness Ziona.
Ziona (/ zai'awna /), né le 21 juillet 1945 à Baktawng (Inde britannique), et mort le 13 juin 2021 à Aizawl (Inde) est le chef de Chana páwl, une secte chrétienne fondée en juin 1942, établie dans les montagnes de l'État du Mizoram en Inde, partageant ses frontières avec le Bangladesh et le Myanmar.
Il est connu pour détenir le record du monde de la plus grande famille existante du monde avec 39 épouses, 94 enfants, 14 belles-filles et 33 petits-enfants soit 180 membres au total. La famille vit dans le village de Baktawng (Inde). Ziona est présenté dans l'émission Ripley's Believe It or Not! au sein du top 11 des histoires les plus étranges de l'année 2011, et dans le 9e livre de Ripley Believe It or Not! de 2013,.

## Croyance religieuse
Ziona est le chef du groupe connu sous le nom de « Chana Pawl », nom donné par son père. La famille pratique la polygamie. Les adeptes Chana affirment que son origine est attribuée au chapitre 20 de l'Apocalypse, de la Bible, à « Kum Sang Rorel » ou à la règle de 1 000 ans par Jésus-Christ sur Terre.
La secte se nomme à l'origine « Khuangtuaha Pawl », du nom du fondateur Khuangtuaha. Il la fonda le 12 juin 1942. Lorsque ses disciples furent expulsés du village de Hmawngkawn par le chef du village pour avoir propagé une théologie jugée « fausse et dangereuse ».
La secte célèbre son jour de fondation nommé « Bawkte Kut » le 12 juin chaque année. Les membres de la secte Chana se comptent au nombre d'environ 2 000 adeptes, qui résident dans le village de Baktawng Tlangnuam.

## Vie de famille
Ziona est originaire du village de Baktawng dans le centre du District de Serchhip, qui est à 100 km au sud d'Aizawl, la capitale du Mizoram.
Il est né le 21 juillet 1945 et s'est marié à l'âge de 17 ans avec Zathiangi, sa première femme, plus âgée de trois ans. Elle contrôle les activités ménagères de la famille avec une discipline jugée stricte. Il épouse ensuite dix femmes en l'espace d'un an.
Ziona construit un complexe de quatre étages, pour accueillir sa famille. La maison se nomme le « Chhuan Thar Run », ou la « Maison de la Nouvelle Génération ». Elle est située dans le village montagneux de Baktawng. Il y a aussi un « Khualbuk » (maison d'hôtes pour accueillir les visiteurs venant au village). Ziona a une chambre double au rez-de-chaussée du manoir et ses femmes se relaient pour dormir avec lui selon une liste préétablie. Ses plus jeunes femmes restent près de sa chambre, dans le même étage, et il a toujours sept à huit femmes qui s'occupent de ses besoins au cours de la journée. Toutes les épouses plus âgées vivent dans les dortoirs du premier étage. Celles ci affirment qu'il n'y a pas de rivalité entre elles.
Sur ses 39 femmes, 22 ont moins de 40 ans et ont une semaine chacune à passer avec lui. Il a 26 gendres et ses filles vivent séparément avec leur famille. Il affirme qu'il a nommé tous ses enfants et petits-enfants et qu'il se souvient des noms de chaque membre de sa famille.
La famille de Ziona vit en autarcie, elle produit les denrées nécessaires pour l'intégralité de la famille. Ziona a également créé une école au sein même de sa maison, uniquement pour ses enfants. Elle est gérée par son jeune frère. Bien que l'enseignement à l'école soit basé sur un programme recommandé par le gouvernement, il y a ajouté quelques matières spécifiques de sa secte. Il ne sollicite cependant aucune aide financière du gouvernement.
Les épouses de Ziona assurent la cuisine, ses filles organisent le nettoyage de la maison ainsi que le linge. Les hommes de la famille quant à eux, s'occupent de l'élevage, de la culture (culture du jhum), de l'artisanat, mobilier, articles de cuisines, etc.,,.